# Catedral del Espíritu Santo (Minsk)
La catedral del Espíritu Santo (en bielorruso: Кафедральны сабор Сашэсця Святога Духа) es una catedral ortodoxa bielorrusa que se sitúa en Minsk, Bielorrusia. La catedral está catalogada como patrimonio cultural de Bielorrusia y se considera uno de los principales monumentos de la ciudad alta de Minsk.

## Historia
Antes de 1596, en el lugar de la catedral había un monasterio ortodoxo masculino consagrado en nombre de los santos Cosme y Damián. El monasterio también poseía tierras cercanas en la frontera oriental de la antigua Minsk y servía como defensa militar de la ciudad. Su memoria se conservó en el nombre de la cercana calle de Cosme y Damián, que llevó este nombre hasta 1931 (durante la Segunda Guerra Mundial todos los edificios de la calle fueron destruidos y la calle desapareció).
A principios del siglo XVII, el monasterio con todas las tierras fue entregado a la iglesia uniata rutena, pero los uniatos eran impopulares entre los lugareños y las autoridades decidieron entregar el monasterio a la orden de los Bernardinos. En esa época, todos los edificios de Minsk eran de madera y la ciudad sufría incendios constantes. Los bernardinos construyeron la catedral del Espíritu Santo de piedra entre 1633 y 1642; en 1652 ya habían construido un convento de piedra. El complejo sufrió graves daños durante la guerra ruso-polaca de 1654-1667, pero fue restaurado y reconsagrado en agosto de 1687.
La iglesia sufrió daños en un incendio en 1741, pero el incendio más destructivo ocurrió el 30 de mayo de 1835. A través del monasterio se apoderó de todo el centro de la ciudad y destruyó muchos edificios históricos y casas de la gente común. Los bernardinos no pudieron restaurar la iglesia a su forma original. En 1852, la orden decidió cerrar el monasterio. Las monjas restantes fueron trasladadas a Nesvizh y el monasterio quedó abandonado hasta 1860.En 1860 el monasterio fue devuelto a la Iglesia ortodoxa. En 1869 el tesoro de la ciudad concedió 13.000 rublos para la restauración; en un año se terminaron las obras y la iglesia fue consagrada el 22 de octubre de 1870. El monasterio fue entregado a monjes del monasterio de Slutsk. Ellos trajeron consigo varias reliquias valiosas, entre ellas la de Nuestra Señora de Minsk.
En 1918 la iglesia fue cerrada y la mayor parte de los utensilios religiosos desaparecieron. El edificio fue utilizado como gimnasio para los bomberos locales.
Durante la Segunda Guerra Mundial, la iglesia fue reinaugurada durante la ocupación nazi de Bielorrusia en 1942. En la década de 1950 el edificio fue restaurado. En 1961 la iglesia se convirtió en catedral de la eparquía de Minsk y luego fue promovida a catedral central de la iglesia ortodoxa bielorrusa. En 1968 se instaló un nuevo altar en la parte sur de la iglesia.
El 3 de mayo de 2022, se inauguró un monumento al metropolitano Filaret cerca de la catedral, ceremonia a la que asistió Aleksandr Lukashenko.

## Arquitectura
El iconostasio alberga varias reliquias importantes de las cuales la más valiosa es Nuestra Señora de Minsk, de alrededor de 1500. Las reliquias incorruptibles de Sofía Olelkovich Radziwill, la nieta de la princesa Anastasia Slutskaya, se exhiben en el nicho lateral del lado izquierdo del altar.

## Galería

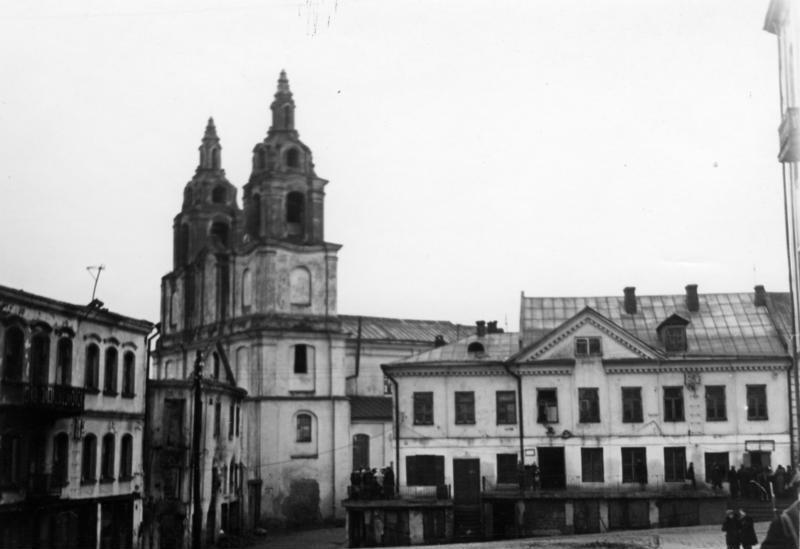
Iglesia en 1941
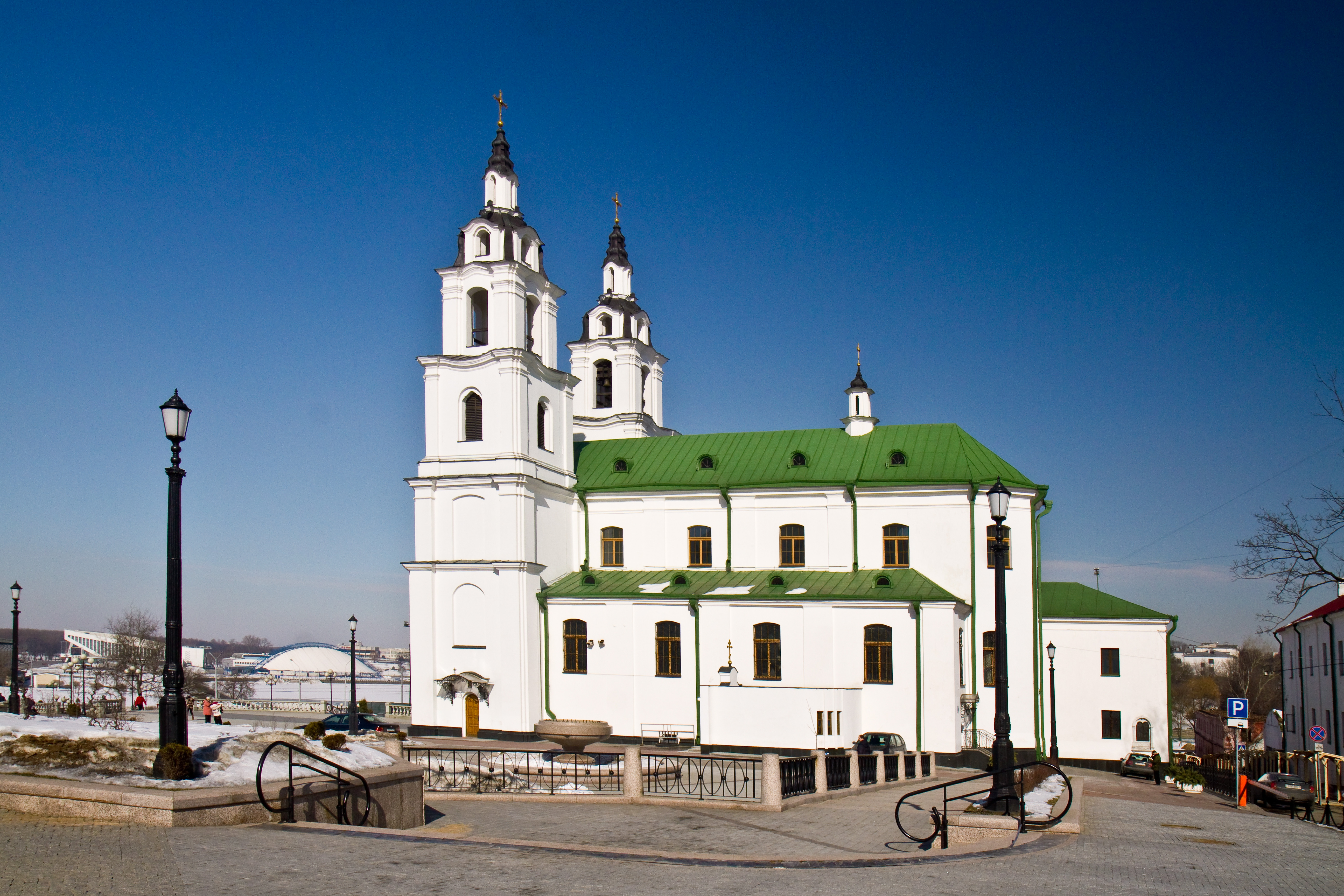
Lateral de la catedral
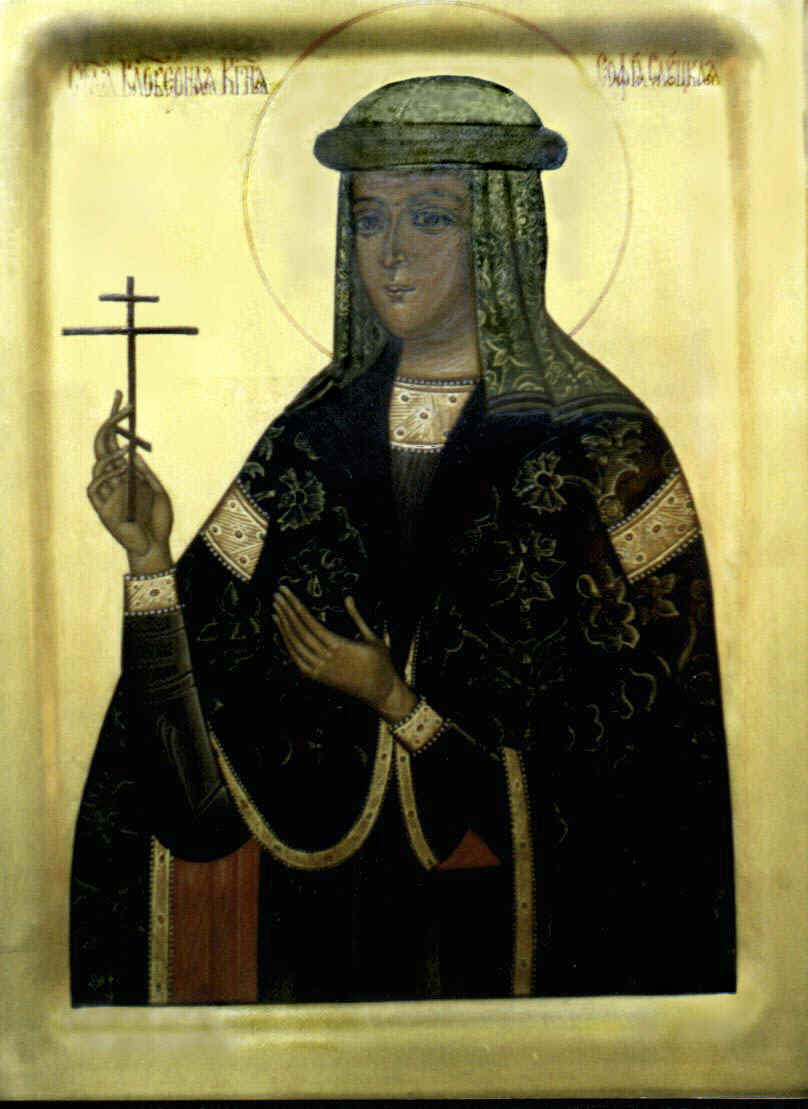
Icono de Sofía de Slutsk